# Myron

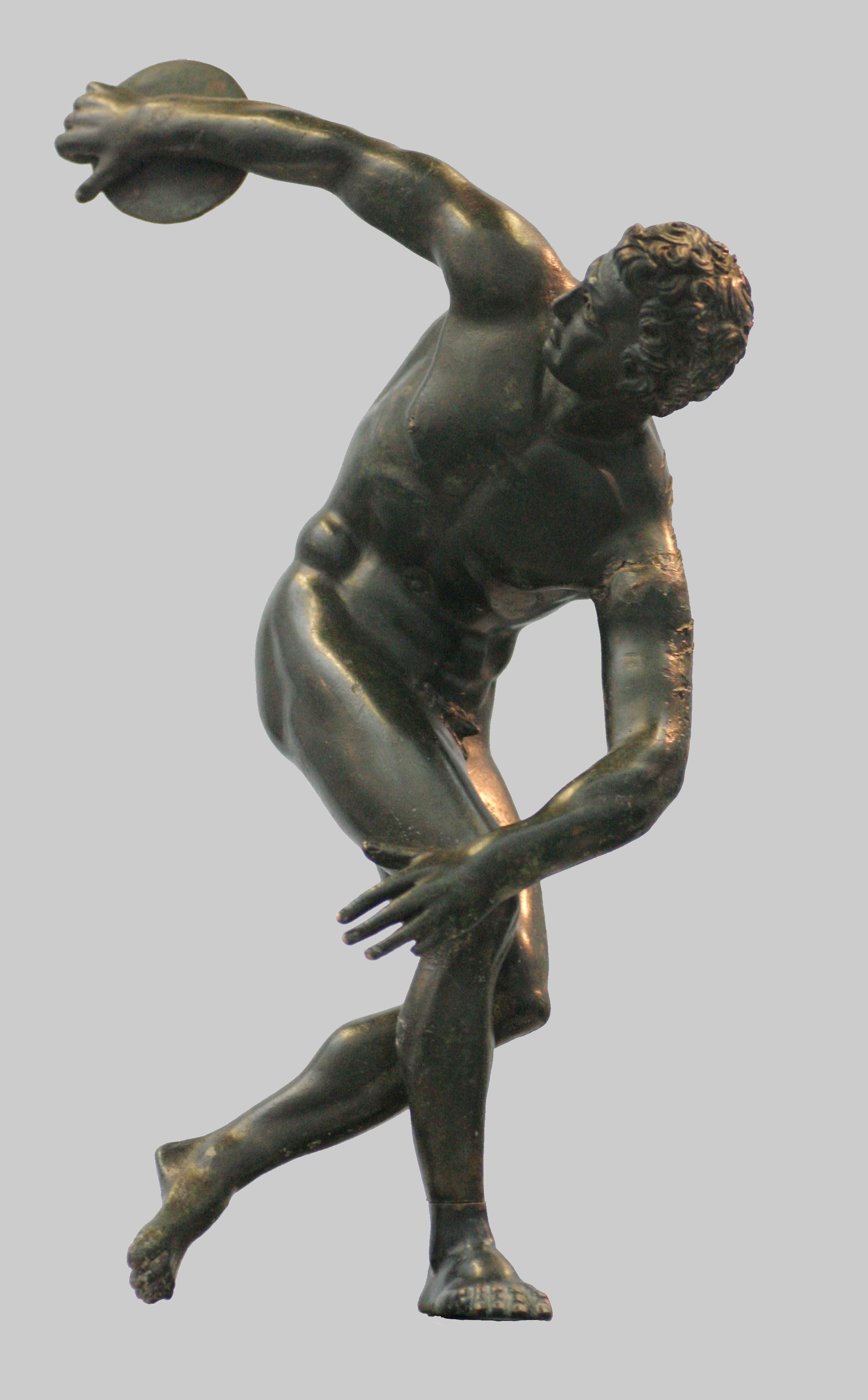
Romersk bronskopia av Myrons Diskobolos (Glyptothek i München, Tyskland), från 100-talet f.Kr.

Myron (grekiska Μύρων) var en skulptör i Aten under mitten av 400-talet f.Kr.

## Biografi
Myron föddes i Eleutherai i Boiotien, på gränsen till Attika. Enligt Plinius den äldre var han, jämte Fidias och Polykleitos, lärjunge till Ageladas i Argos. Han var nästan uteslutande bronsgjutare, och Plinius berättar om honom att han föredrog bronsen från Egina. De verk som tillskrevs honom var många och mångfaldiga. Man nämner av honom gudabilder samt hjälte- och brottargestalter, men i synnerhet djurfigurer. Av gudabilder omtalas bland annat en grupp bestående av Zeus med Athena och Herakles, och en Apollonstod, vilka båda under Augustus fördes till Rom.
Vidare utförde han en mängd stoder av segervinnare i de offentliga spelen, uppställda i Olympia och Delfi, bland vilka lakedaimoniern Ladas, som föll ner död vid segerns stund, var synnerligen berömd för det livligt återgivna uttrycket hos en snabblöpare. Hit hör också hans berömda diskuskastare, Diskobolos, av vilken det finns flera efterbildningar i marmor. Slutligen var Myrons berömda ko utan tvivel utmärkt för slående naturlikhet, att döma av de många epigram där hennes förträfflighet prisas.
I Myrons konstnärliga ämneskrets saknas helt framställningen av den kvinnliga skönheten; han ägnade sig uteslutande åt förhärligande av den manliga kraften. Statyn ger uttryck för grekernas människoideal, präglat av behärskning, balans och harmoni.

## Eftermäle
Nedslagskratern Myron på planeten Merkurius och asteroiden 4752 Myron är uppkallade efter honom.